# John Henry Hobart Haws
John Henry Hobart Haws (* 1809 in New York City; † 27. Januar 1858 ebenda) war ein US-amerikanischer Jurist und Politiker. Zwischen 1851 und 1853 vertrat er den Bundesstaat New York im US-Repräsentantenhaus.

## Werdegang
John Henry Hobart Haws wurde ungefähr drei Jahre vor dem Ausbruch des Britisch-Amerikanischen Krieges in New York City geboren. 1827 graduierte er am Columbia College (heute Columbia University) in New York City. Er studierte Jura und begann nach dem Erhalt seiner Zulassung als Anwalt zu praktizieren. Politisch gehörte er der Whig Party an. Bei den Kongresswahlen des Jahres 1850 wurde Haws im vierten Wahlbezirk von New York in das US-Repräsentantenhaus in Washington, D.C. gewählt, wo er am 4. März 1851 die Nachfolge von Walter Underhill antrat. Im Jahr 1852 erlitt er bei seiner Wiederwahlkandidatur eine Niederlage und schied nach dem 3. März 1853 aus dem Kongress aus. Er starb am 27. Januar 1858 in New York City und wurde auf dem St. Stephen’s Cemetery beigesetzt. Sein Leichnam wurde allerdings 1866 auf den Green-Wood Cemetery umgebettet.